# Paul Merwart
Paul Merwart (polonais : Paweł Merwart), né le 25 mars 1855 à Marianovka (ru) (gouvernement de Kherson, dans l'Empire russe) et mort le 8 mai 1902 à Saint-Pierre (île de la Martinique, en France), est un artiste peintre franco-polonais.

## Biographie
Son père était un Français résidant en Pologne, alors partie de l'Empire russe ; sa mère était polonaise. Paul passe sa jeunesse en Pologne. Il fait ses études aux Beaux Arts de Vienne, puis à Munich et Düsseldorf. Il s'installe enfin à Paris où il est étudiant à l'École des beaux-arts de Paris, de 1877 à 1884. On lui demande à cette époque de faire une illustration pour commémorer les Trois Instituteurs de l'Aisne, Il sera l'élève de Henri Lehmann.
Il réalise un grand nombre de dessins pour des journaux tels que L’Illustration ou encore L'Univers illustré.
Par la suite (1900), il est nommé peintre de la Marine et des Colonies et voyage dans de nombreux pays (Asie, Sénégal, Guyane, Soudan). Nombre de ses peintures figurent des sujets exotiques inspirés par les colonies françaises notamment des vues du Sénégal ou bien des îles Tuamotu.
Il meurt lors de l'éruption de la montagne Pelée en 1902.

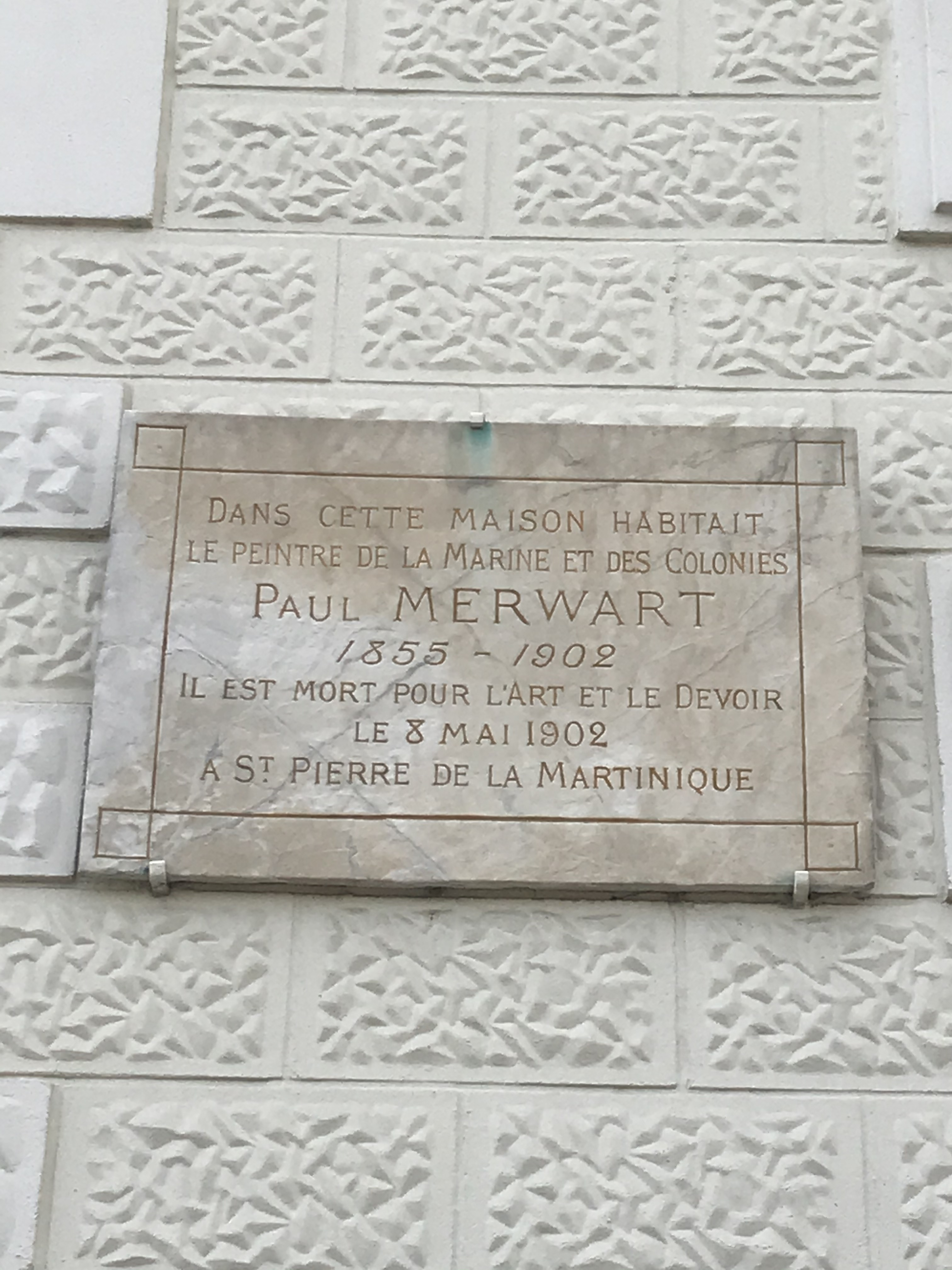
Plaque commémorative sur la façade de sa maison à Fontainebleau

Une plaque commémorative à sa mémoire est apposée en forêt de Fontainebleau près de Paris, où il avait l'habitude de souvent venir peindre. Une autre est posée rue Pierre-Charles Comte à Fontainebleau, sur la façade de son ancienne résidence. Et une autre encore à Paris, 13, avenue Frochot, adresse de son ancien atelier.
Paul avait un frère, Émile Merwart, gouverneur, qui fit une brillante carrière d'administrateur colonial.

## Galerie

Quelques œuvres de Merwart
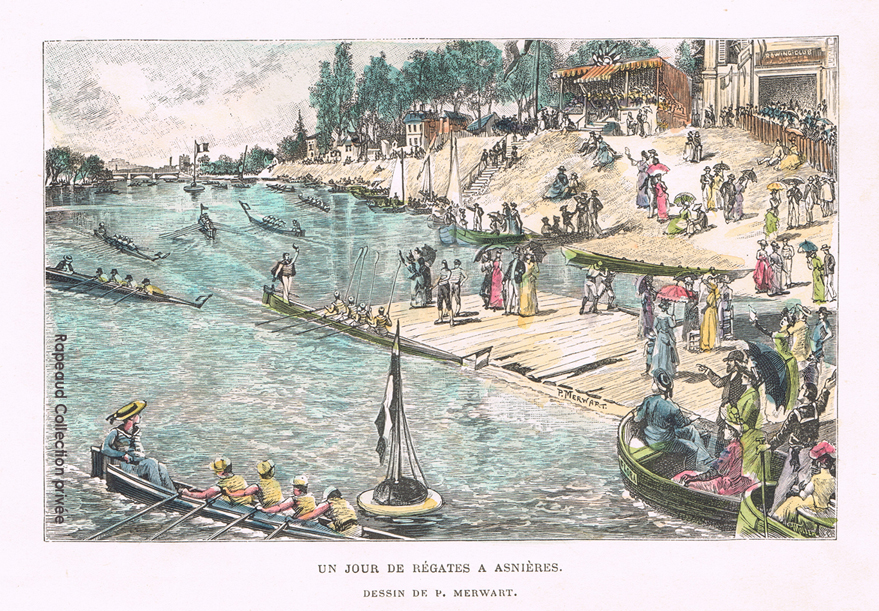
Un jour de régates au bord de la Seine à Asnières, dessin.
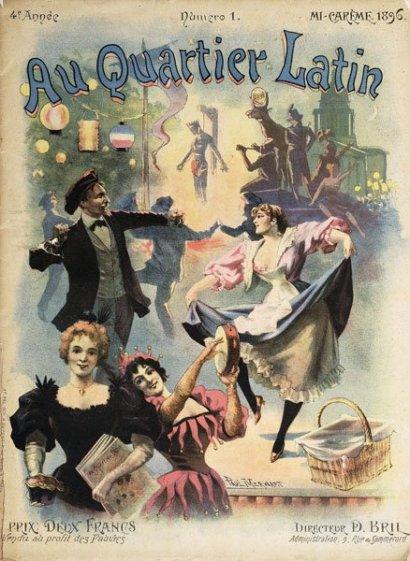
Couverture de Au Quartier latin (mars 1896).
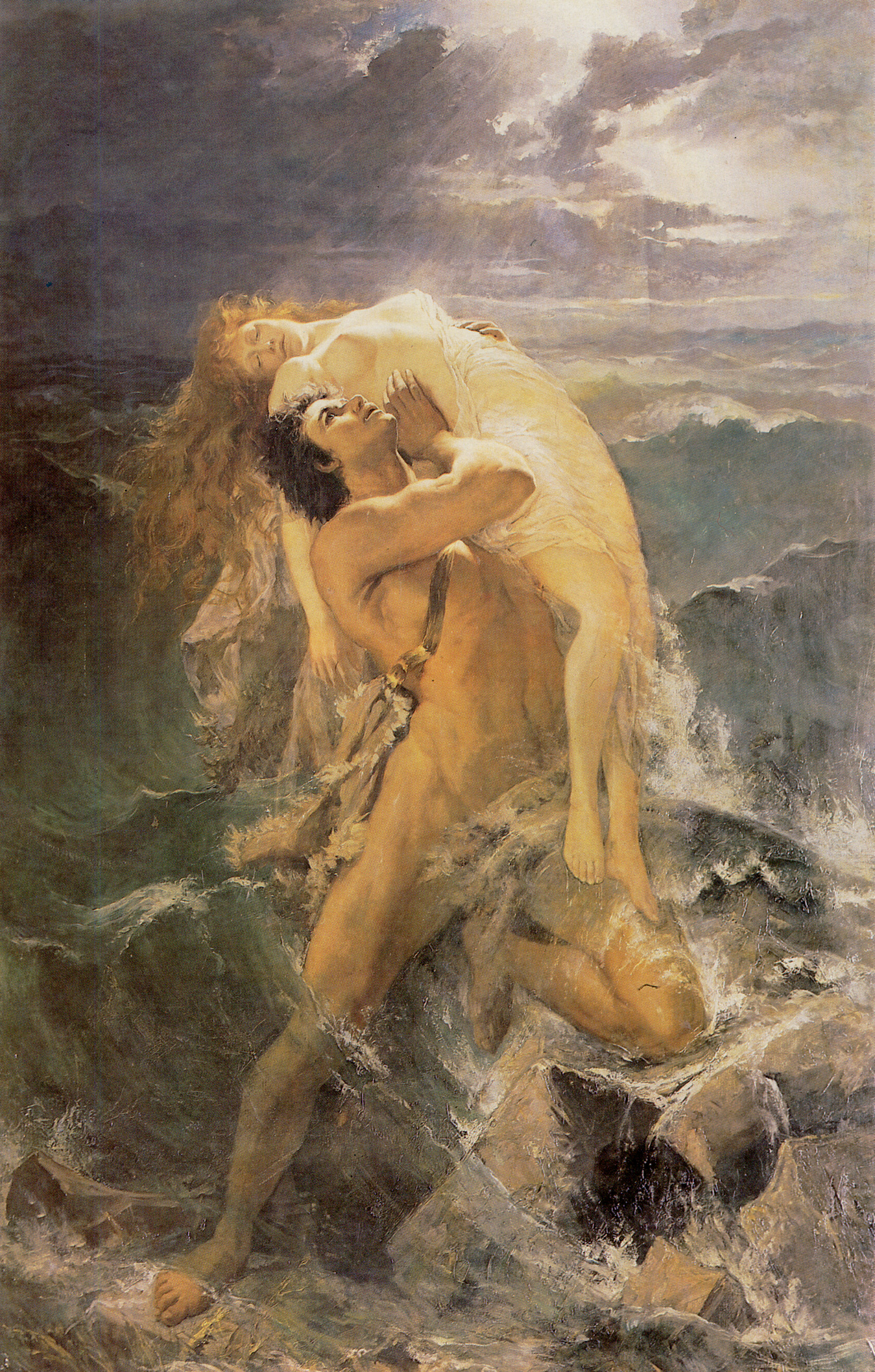
Le Déluge, huile sur toile (avant 1902), Galerie d'art de Lviv.
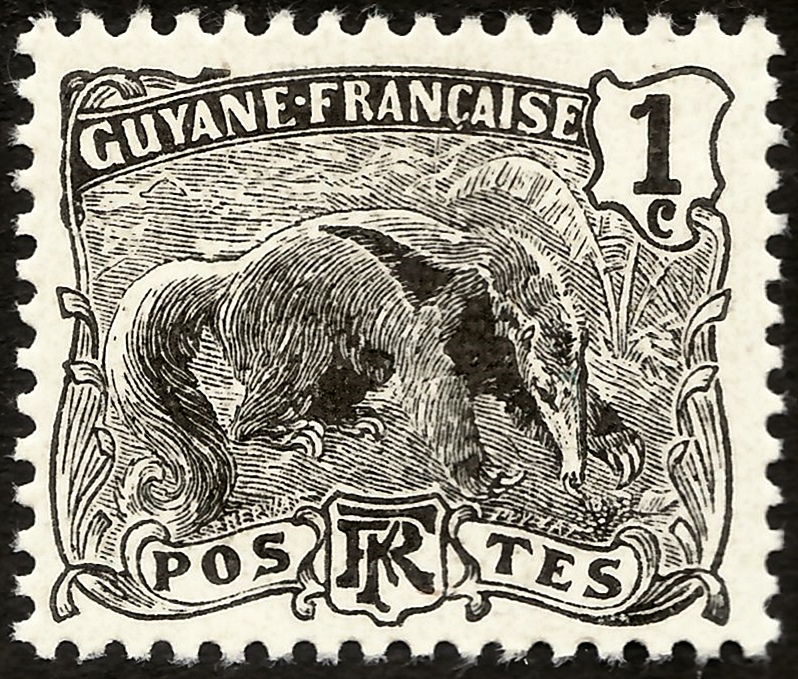
Timbre type Guyane française (1904), 1 centime noir, gravé par Puyplat.
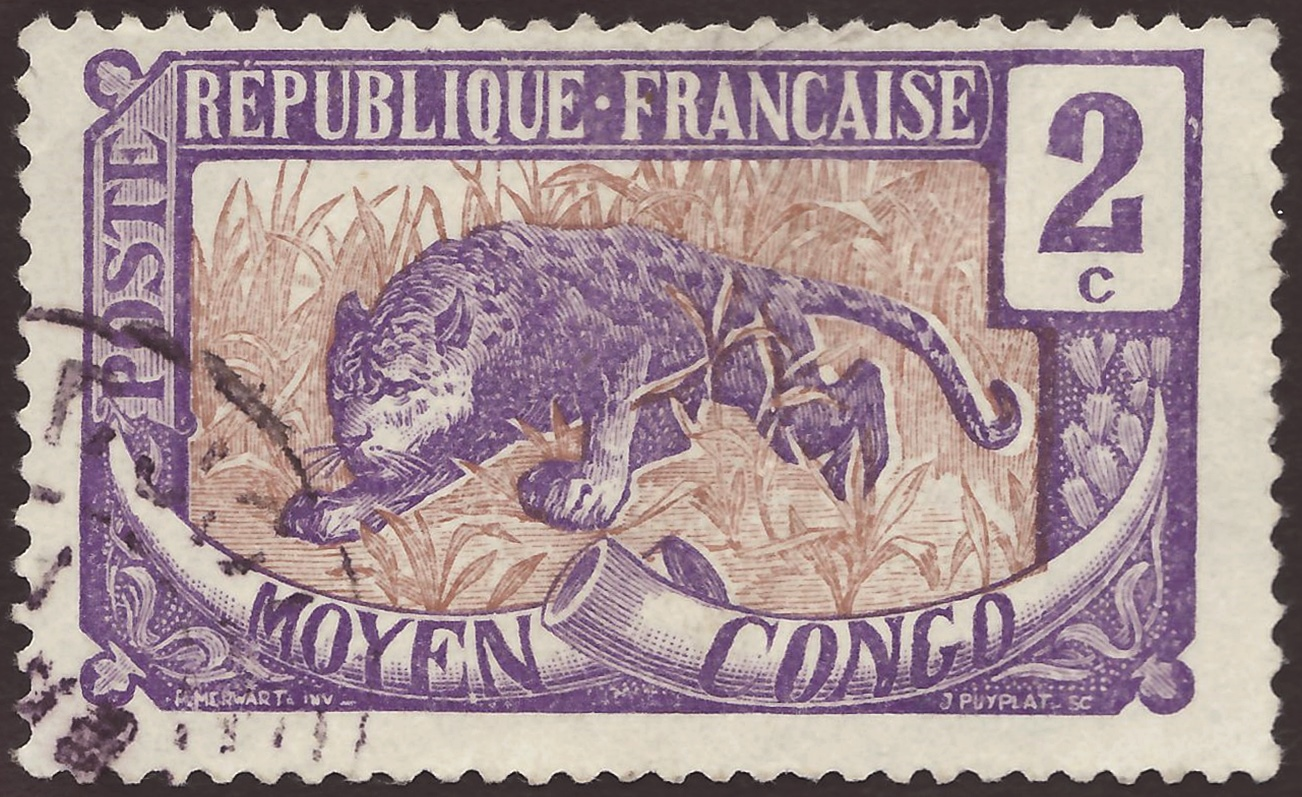
Timbre type Moyen Congo (1907), 2 centimes violet, gravé par Puyplat.

### Documentation
- Article biographique illustré : Marc Legrand, « Paul Mewart » in Revue moderne des arts et de la vie, Paris, 1er octobre 1902, p. 13-17.